# Karol Gajdzik
Karol Gajdzik (ur. 4 listopada 1883 w Przełajce, zm. 30 sierpnia 1955 w Siemianowicach Śląskich) – polski działacz niepodległościowy, kawaler Orderu Virtuti Militari, powstaniec śląski, dowódca pułku piechoty w Królewskiej Hucie (obecnie Chorzów), odegrał istotną rolę w przebiegu III powstania śląskiego, poseł na Sejm Śląski IV kadencji.

## Życiorys

### Młodość
Urodził się 4 listopada 1883 we wsi Przełajka, w rodzinie Karola, rolnika, i Bregidy z Wicików. Ukończył szkołę elementarną, a następnie podjął pracę w hucie „Laura” oraz w kopalni „Maks”.
W sierpniu 1914 jako kapral rezerwy wcielony do 6 pułku (4 bateria artylerii ciężkiej) armii niemieckiej. Walczył w czasie I wojny światowej i zasłużył się w walkach na froncie wschodnim, otrzymał Krzyż Żelazny oraz austriacki medal „Za dzielność”. Awansowany do stopnia sierżanta sztabowego.
W listopadzie 1916 reklamowany z armii przez kopalnię „Ficinus”. Pracował jako górnik, zgłosił akces do Zjednoczenia Zawodowego Polskiego. Członek zarządu Towarzystwa Śpiewaczego „Gwiazda”. W październiku 1918, wraz z grupą Polaków zgłosił akces do koła niemieckiej organizacji gimnastycznej „Turnverein” w Przełajce. Po uzyskaniu większości głosów, Polacy przejęli organizację i przekształcili ją w koło polskiego Towarzystwa Gimnastycznego „Sokół”.

### Międzywojnie
Przewodniczący Polskiego Komitetu Plebiscytowego w Przełajce, komendant miejscowej placówki Polskiej Organizacji Wojskowej Górnego Śląska. Uczestniczył w I, II oraz III powstaniu śląskim. Przed wybuchem I powstania śląskiego przechowywał w swoim domu ponad sto powstańczych karabinów. Musiał uciekać przed aresztowaniem do Czeladzi, gdzie został komendantem obozu powstańców. Podczas II powstania śląskiego, jako komendant rejonowy POW Górnego Śląska dowodził baonem w walkach pod Siemianowicami i Michałkowicami.
W III powstaniu śląskim dowodził Królewskohuckim Pułkiem Piechoty, który miał zdobyć Hutę „Laura” w Siemianowicach, Królewską Hutę (obecnie Chorzów), Chorzów (obecnie dzielnica Chorzowa – Chorzów Stary), Nowe i Wielkie Hajduki (obecnie Chorzów Batory), Lipin i Chropaczowa (obecnie dzielnice Świętochłowic) i Łagiewnik (obecnie dzielnica Bytomia).
Po rozruchach 7 maja 1921, decyzją władz międzysojuszniczych, przez kilka tygodni Królewska Huta (obecnie Chorzów) znajdowała się w części pod kontrolą oddziałów francuskich, w części zaś pod kontrolą powstańczego pułku, dowodzonego przez ppor. Karola Gajdzika. Trzy dni później, dowodzone przez niego oddziały przekształcono w 4 pułk im. Czwartaków oraz skierowano do walk w Kotlinie Kłodnickiej. Bataliony dowodzone przez niego liczyły ok. 2,4 tys. żołnierzy i dysponowały prawie 1,9 tys. karabinów. Toczyły zacięte walki, m.in. zatrzymując niemieckie natarcie na przedpolu Kędzierzyna, dzięki czemu III powstanie zakończyło się zwycięstwem powstańców.
Po III powstaniu śląskim wstąpił do Wojska Polskiego. 6 kwietnia 1921 przed Komisją egzaminacyjną z Poznania złożył egzamin z cenzusu naukowego umożliwiającego mianowanie oficerem. Służył jako podporucznik w 23 pułku artylerii polowej w Będzinie. Z dniem 22 lipca 1922 został przeniesiony do rezerwy.
Wsławiony walkami w powstaniach śląskich, mianowany naczelnikiem gminy Przełajka. W sierpniu 1922, na rynku w Katowicach odznaczony przez marszałka Józefa Piłsudskiego, wraz z grupą najbardziej zasłużonych powstańców, Krzyżem Virtuti Militari.
Działacz Związku Powstańców Śląskich, w 1935 z listy Narodowo-Chrześcijańskiego Zjednoczenia Pracy wybrany posłem na Sejm Śląski IV kadencji (1935–1945).

### Okres wojenny i powojenny
W 1939, jako komendant oddziału samoobrony, uczestniczył w walkach obronnych w rejonie Bańgowa i Przełajki (obecnie Siemianowice Śląskie). Po wkroczeniu hitlerowców, aresztowany we wrześniu 1939 przez gestapo, ciężko pobity i osadzony w więzieniu w Siemianowicach. Przetransportowany do Rawicza, osadzony w obozie koncentracyjnym Buchenwald.
Po II wojnie światowej represjonowany przez władze PRL, pomimo wstawiennictwa wicewojewody śląskiego Jerzego Ziętka; m.in. usunięto go ze szpitala, zarekwirowano ulubiony motocykl.
W 1947 prezes komitetu budowy kościoła pw. Najświętszej Marii Panny w Siemianowicach, prowadził także zbiórkę funduszy na budowę oraz ofiarował na ten cel posiadaną wraz z żoną nieruchomość.
Zmarł 30 sierpnia 1955 w Siemianowicach Śląskich, został pochowany na cmentarzu parafii NMP.

## Ordery i odznaczenia
- Krzyż Srebrny Orderu Wojskowego Virtuti Militari nr 7850 – 27 czerwca 1922[1]
- Krzyż Niepodległości – 9 listopada 1931 „za pracę w dziele odzyskania niepodległości”[2]
- Krzyż Kawalerski Orderu Odrodzenia Polski – 24 kwietnia 1946 „za zasługi położone przez powstańców śląskich, którzy jako uczestnicy walk z Niemcami na terenie całego Śląska przyczynili się w szczególnej mierze do przyłączenia ziem Śląskich do Polski”[3]
- Krzyż Walecznych
- Złoty Krzyż Zasługi – 28 grudnia 1936 „za zasługi na polu pracy narodowej i społecznej”[4]
- Srebrny Krzyż Zasługi
- Krzyż na Śląskiej Wstędze Waleczności i Zasługi
- Medal Pamiątkowy za Wojnę 1918–1921
- Śląski Krzyż Powstańczy
- Gwiazda Górnośląska
- Medal Waleczności (Austro-Węgry)
- Krzyż Żelazny (Cesarstwo Niemieckie)